# Wereldbeker schaatsen 2018/2019 - Wereldbeker 4
De Wereldbeker schaatsen 2018/2019 Wereldbeker 4 was de vierde wedstrijd van het wereldbekerseizoen die van 14 tot en met 16 december 2018 plaatsvond in Thialf in Heerenveen. Er stonden alleen individuele afstanden op het programma.

## Tijdschema
| Datum                | Onderdeel |
| -------------------- | --- |
| Vrijdag 14 december  | Halve finales massastart vrouwen Halve finales massastart mannen                                             |
| Zaterdag 15 december | 500 meter vrouwen 1500 meter mannen 1500 meter vrouwen 500 meter mannen Massastart mannen Massastart vrouwen |
| Zondag 16 december   | 1000 meter vrouwen 1000 meter mannen 3000 meter vrouwen 5000 meter mannen                                    |

## Podia

### Mannen
| Wedstrijd  | Goud                       | Tijd              | Zilver                       | Tijd              | Brons                   | Tijd              |
| 500 m      | Pavel Koelizjnikov Rusland | 34,49             | Tsubasa Hasegawa Japan       | 34,52             | Yuma Murakami Japan     | 34,55             |
| 1000 m     | Kjeld Nuis Nederland       | 1.07,80           | Pavel Koelizjnikov Rusland   | 1.07,93           | Denis Joeskov Rusland   | 1.07,95           |
| 1500 m     | Thomas Krol Nederland      | 1.43,78           | Joey Mantia Verenigde Staten | 1.44,09           | Patrick Roest Nederland | 1.44,12           |
| 5000 m     | Danila Semerikov Rusland   | 6.08,96           | Patrick Roest Nederland      | 6.09,82           | Sven Kramer Nederland   | 6.10,61           |
| Massastart | Um Cheon-ho Zuid-Korea     | 60 punten 8.11,22 | Chung Jae-won Zuid-Korea     | 40 punten 8.11,35 | Bart Swings België      | 22 punten 8.11,77 |

### Vrouwen
| Wedstrijd  | Goud                           | Tijd              | Zilver                         | Tijd              | Brons                          | Tijd              |
| 500 m      | Nao Kodaira Japan              | 37,17             | Vanessa Herzog Oostenrijk      | 37,23             | Brittany Bowe Verenigde Staten | 37,70             |
| 1000 m     | Brittany Bowe Verenigde Staten | 1.13,24           | Miho Takagi Japan              | 1.13,93           | Jekaterina Sjichova Rusland    | 1.14,03           |
| 1500 m     | Ireen Wüst Nederland           | 1.53,30           | Brittany Bowe Verenigde Staten | 1.54,00           | Jekaterina Sjichova Rusland    | 1.54,03           |
| 3000 m     | Antoinette de Jong Nederland   | 3.59,41           | Isabelle Weidemann Canada      | 4.00,12           | Martina Sáblíková Tsjechië     | 4.00,33           |
| Massastart | Nana Takagi Japan              | 60 punten 8.50,15 | Irene Schouten Nederland       | 40 punten 8.50,28 | Ayano Sato Japan               | 20 punten 8.50,44 |